# Saint-Pancrasse
Saint-Pancrasse korábbi község (település) Franciaországban, Isère megyében. 2019. január 1-jén Saint-Hilaire, Saint-Bernard községgel egyesült és Plateau-des-Petites-Roches új község része lett.
Lakosainak száma 489 fő (2018. január 1.). Saint-Pancrasse Bernin, Crolles, Saint-Hilaire, Saint-Nazaire-les-Eymes és Saint-Pierre-de-Chartreuse községekkel határos.

## Népesség
A település népessége az elmúlt években az alábbi módon változott:
| Lakosok száma | 136  | 177  | 249  | 408  | 438  | 436  | 431  | 473  | 484  | 489  |
|               | 1968 | 1975 | 1982 | 1999 | 2006 | 2011 | 2013 | 2016 | 2017 | 2018 |